# Celia de Luengo
Celia de Luengo (9 de agosto de 1877 en Burgos - 8 de noviembre de 1963 en Valencia) fue una escritora española, colaboradora de historias cortas en la revista Lecturas y autora de más de una quincena de novelas principalmente románticas entre 1915 y 1959. También utilizó los seudónimos literarios de Celia Luengo de Calvo y Celia de Luengo de Calvo.

## Biografía
Celia de Luengo y García de Araoz nació el 9 de agosto de 1877 en Burgos, Castilla y León, España. Contrajo matrimonio con César Calvo y Roselló, escritor, que se convertiría en editor del diario el Pueblo.
Fue colaboradora de la revista Lecturas, donde publicaba relatos cuando esta era una publicación literaria. En 1931, su relato La última golondrina, fue galardonado en el concurso de historietas por los lectores. Colaboró también en un tratado de economía doméstica y en una antología de cuentos. Aunque en 1915 publicó su primera novela, fue a partir de 1935 que comenzó a publicar más de una quincena novelas principalmente de temática romántica, que tenían gran aceptación en esa época. 
Falleció a los 86 años, el 8 de noviembre de 1963 en Valencia.

### Como Celia Luengo de Calvo
- Homo (1915)

### Como Celia de Luengo

#### Obra divulgativa
- La mujer, alma del hogar: Economía Doméstica (1934), con aportaciones de la Doctora H.S.

#### Novelas
- El marido de la escritora	(1935)
- De ventana a ventana (1936)
- Entre peñas (1939)
- Corazón de hombre (1941)
- Manantial eterno	(1943)
- Crueldades de Cupido (1944)
- El placer de los dioses (1944)
- La gran culpable	(1944)
- Entre dos deberes	(1946)
- Evas modernas (1948)
- La perla y su concha (1949)
- El ángel conciliador (1950)
- El último día de Don Juan	(1950)
- La red invisible (1950)
- Los caminos del amor (1950)
- Las divinas manos feas (1959)

### Como Celia de Luengo de Calvo

#### Antología en colaboración
- «Alma valenciana» en Cinco novelas cortas (con José Romero Cuesta, Emilio Dugi, Mauricio López-Roberts y Vicente Díez de Tejada)